# Sachalinská oblast
Sachalinská oblast (rusky Сахали́нская о́бласть, Sachalinskaja oblasť) je federální subjekt Ruska (oblast) zahrnující Sachalinský ostrov a Kurilské ostrovy.
Administrativní centrum a současně největší město v oblasti je Južno-Sachalinsk se zhruba 180 tisíci obyvateli. Oblast tvoří vnější hranici Ochotského moře a je součástí Dálněvýchodního federálního okruhu.
Některé části Sachalinské oblasti (čtyři nejjižnější ostrovy Kurilských ostrovů) nárokuje Japonsko jako součást svého území.

## Historie
Související informace naleznete také na stránkách Historie Sachalinu a Historie Kuril
Původními obyvateli Sachalinské oblasti jsou Nivchové a Orokové, kteří obývají severní oblasti Sachalinu. Kromě nich zde také žili Ainuové kteří obývali jih Sachalinu a Kurilské ostrovy.
Ostrov Sachalin byl odedávna v čínské sféře vlivu a Kurily, přinejmenším jejich jižní ostrovy, se dostaly do japonské sféry počátkem 17. století. Za dynastie Ming vyslali Číňané na Sachalin v roce 1616 400 vojáků, ale později posádku zrušili. Díky tomu nic nebránilo Japoncům, a později ani Rusům, aby ostrov osidlovali. Japonské sídlo Ootomari bylo založeno v roce 1679. V sedmnáctém století dorazili do oblasti také první evropští cestovatelé, z nichž nizozemský mořeplavec Martin Gerritsz de Vries proplul podél východního japonského pobřeží až k jižním Kurilám a dále k východnímu pobřeží Sachalinu, aniž by objevil některé důležité průlivy, takže Hokkaidó i Sachalin považovali Evropané za součást kontinentu. Teprve Jean-François de La Pérouse objevil v roce 1787 pro Evropany průliv mezi Hokkaidem a Sachalinem, a přestože neproplul Tatarským průlivem, považoval Sachalin za ostrov. Tímto průlivem proplul jako první japonský mořeplavec Mamija Rinzó v roce 1809, dva roky poté, co Japonci vyhlásili nad Sachalinem svrchovanost (a opakovaně tak učinili v roce 1845).
Od 18. století byli Rusové trvale přítomni na pobřeží Ochotského moře a přes Kamčatku pronikli až na kurilský ostrov Iturup. Sachalin začali intenzivně osidlovat až poté, co v roce 1849 Tatarský průliv objevil i ruský mořeplavec Gennadij Něvelskoj. Ruští osadníci zde velmi rychle založili uhelné doly, zřídili správu, školy, vězení a kostely. Přes trvající čchingské nároky na Sachalin podepsaly Rusko a Japonsko v roce 1855 Šimodskou dohodu, která aniž by určila jasné hranice, deklarovala, že Rusové mohou obývat Sachalin na severu a Japonci na jihu. Na druhé straně hranice v Kurilských ostrovech byla vymezena pevně mezi ostrovy Urup a Iturup. V té době, během Krymské války, proniklo do Ochotského moře britské loďstvo a poplenilo mnoho pobřežních osad. Teprve Pekingskou dohodou se Čína v roce 1860 vzdala nároků na Sachalin.
V Petrohradské smlouvě uzavřené v roce 1875 se Japonsko vzdalo nároků na Sachalin a vyměnilo je s Ruskem za Kurilské ostrovy. Po prohrané rusko-japonské válce odstoupilo Rusko Portsmouthskou smlouvou (1905) Japonsku část ostrova jižně od 50. rovnoběžky. Sachalinská oblast vznikla 20. října 1932 jako jednotka pro správu severního Sachalinu a byla zprvu součástí Dálněvýchodního kraje a po jeho rozdělení v roce 1938 součástí Chabarovského kraje. V samém závěru druhé světové války vypukla sovětsko-japonská válka, během níž v druhé polovině srpna 1945 Rudá armáda obsadila jižní část Sachalinu a Kurilské ostrovy a jejímž výsledkem bylo mimo jiné zabrání těchto území Sovětským svazem. Na obsazených územích byla v roce 1946 zřízena Jihosachalinská oblast a ta byla 2. ledna 1947 sloučena se Sachalinskou oblastí, která byla vyňata ze správy Chabarovského kraje a stala se správní jednotkou RSFSR.
Sanfranciská mírová smlouva, kterou Japonsko v roce 1952 uzavřelo mír s většinou Spojenců a ve které se zřeklo svrchovanosti nad jižní části Sachalinu, nebyla Sovětským svazem podepsána. Teprve po smrti Stalina byla v roce 1956 podepsána společná sovětsko-japonská deklarace, která ukončila válečný stav mezi oběma stranami. Navíc se obě strany zavázaly pokračovat v jednáních s cílem uzavřít mír, po čemž měl Sovětský svaz navrátit Japonsku Habomajské ostrovy a ostrov Šikotan. Přestože platnost této deklarace Rusko v roce 2004 potvrdilo, není mezi oběma státy podepsána žádná mírová smlouva a status Kurilských ostrovů zůstává sporný, což je hlavní překážkou v japonsko-ruských vztazích.

## Oblastní symboly

### Vlajka
Vlajka Sachalinské oblasti je tvořena listem o poměru stran 2:3 v barvě „mořské zeleně” (modrá se smaragdovým odstínem) s bílou mapovou siluetou ostrova Sachalin a Kurilského souostroví ve středu vlajky.

## Geografie
Sachalinská oblast se skládá z ostrovů ležících v severním Pacifiku. Nejvyšším bodem je sopka Alaid (2339 m n. m.) na Atlasově ostrově v Kurilském souostroví.
Podnebí je zde chladné, přímořské s výraznými rozdíly mezi severními a jižními částmi (průměrná roční teplota je na severu −1,5 °C, na jihu +5,3 °C).
Oblast leží ve dvou časových zónách, převážná část má čas UTC+11, pouze Severokurilský rajón má UTC+12.

## Hospodářství

### Přírodní zdroje
Oblast má vysoký potenciál přírodních zdrojů. Jde především o energetické zdroje – černé uhlí na Sachalinu, ropa a plyn na pobřeží a v šelfových vodách. Z odhadovaných zásob se těží jen malé množství, přesto se koncem nultých let jednadvacátého století ročně těžilo 3,7 mil. t černého uhlí, 15,4 mil. t ropy a 19 mld. m³ zemního plynu.

### Průmysl
Kromě těžebního průmyslu má význam námořní rybolov (v roce 2010 bylo uloveno 550 tis. t ryb) a dřevozpracující průmysl, jehož finálními výrobky je převážně řezivo. Výroba stavebních hmot má jen místní význam, stejně tak i potravinářský průmysl s výjimkou výroby produktů z agaru, která má vysoký podíl na celoruské výrobě. Na Sachalinu se po roce 2000 rozvinul chov prasat, nejznámější prasečí farma je Taranaj v regionu Aniva, kde se chová asi 60 tisíc prasat.

### Doprava

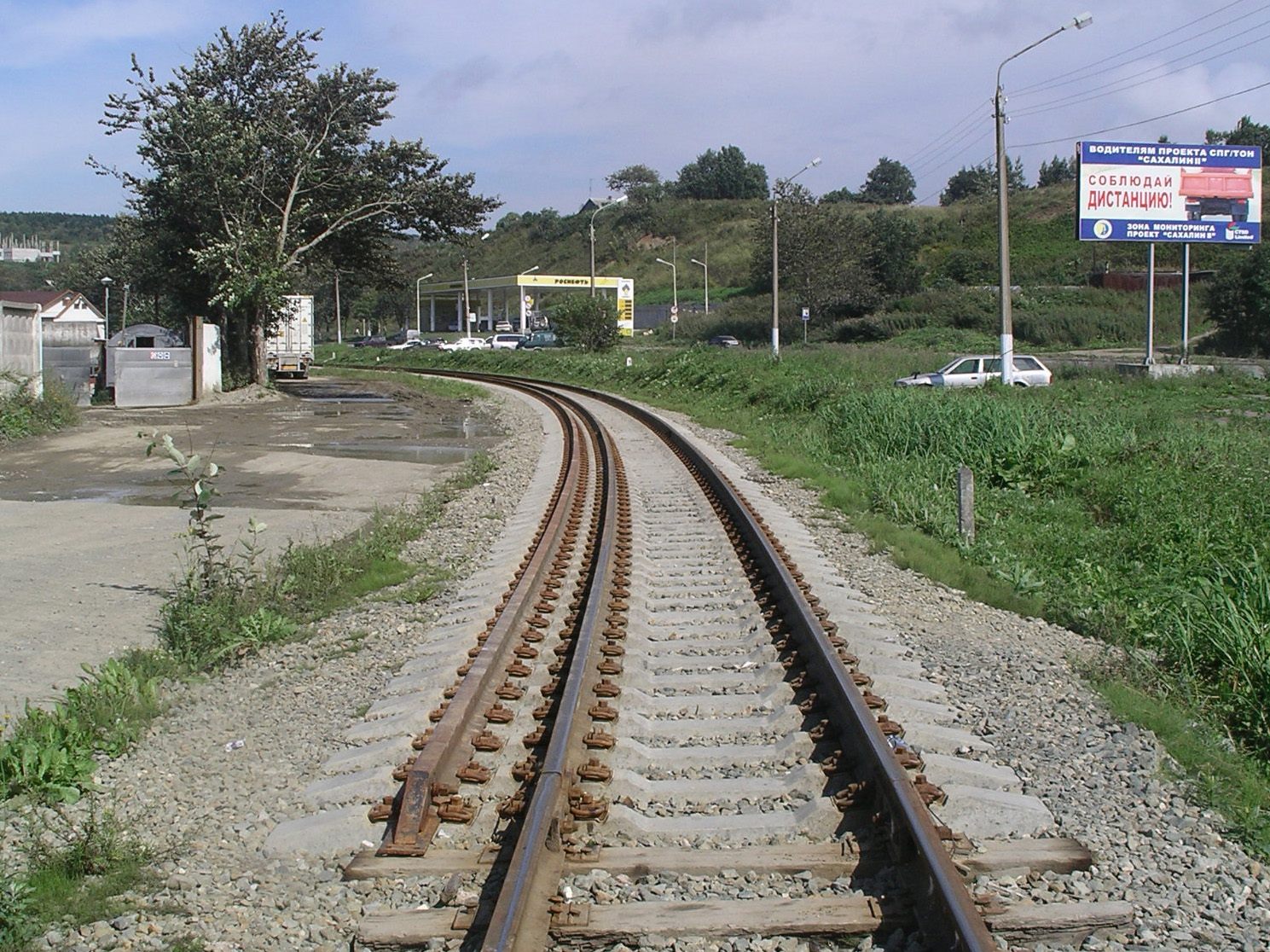
Přestavovaná trať z úzkého rozchodu na široký

Klíčový význam pro oblast má letecká doprava. Jediným mezinárodním letištěm je Chomutovo u Južno-Sachalinska. Létá se odtud do Číny (Charbin), Japonska (Tokio, Sapporo), Koreje (Soul). Kromě hlavních vnitrostátních linek (jako Moskva, Chabarovsk, Vladivostok atd.) se zde provozují linky lokálního významu, především na Kurilské ostrovy.
V Sachalinské oblasti je 8 námořních přístavů, z nichž nejvýznamnějším je Cholmsk se dvěma terminály – Sachalinským západním námořním přístavem s ročním obratem 2,5 mil. tun a Cholmským námořním obchodním přístavem s obratem 2 mil. tun. K důležitým přístavům patří dále Poronajsk (hlavní základna rybářských lodí), Korsakov (osobní trajekt do Wakkanai v Japonsku) a na severu Sachalinu Moskaljvo, který zamrzá po sedm měsíců a má roční obrat 15 tis. tun.
Na Sachalinu jsou železniční trati o celkové délce 805 km. Vedou převážně po východním pobřeží a jejími krajními stanicemi jsou Nogilki na severu a Šachta-Sachalinskaja na jihu. Z trati odbočuje několik větví k významným sídlům. Rozchod kolejí, který je z historických důvodů většinou japonský úzký 1067 mm, je v současnosti (2012) upravován na ruský standard 1520 mm. Trať je s pevninou propojena železničním trajektem Cholmsk – Vanino. Od padesátých let se plánuje propojení s pevninou. Investiční náklady na most a nezbytnou trať jsou odhadovány no 230 mld. rublů. Celkový objem přepravy po železnici byl v roce 2010 3,5 mil. t a 1,1 mil. osob.
Automobilová doprava má širší význam pouze na Sachalinu, celkový objem přepravy v oblasti byl v roce 2009 3,4 mil. t a 32 mil. osob. Silniční síť není hustá a kromě místní dopravy je využívána především ke svozu dřeva, případně přepravě stavebního materiálu pro těžební průmysl.

## Obyvatelstvo
V roce 2023 v oblasti žilo 457 590 obyvatel.
Pokud jde o etnické skupiny, jsou Rusové zdaleka největší skupinou následováni Korejci, Ukrajinci a celou řadou menších národností. Při posledním sčítání v roce 2010 nedeklarovalo svoji národnost 24 035 osob. Kromě národností uvedených v tabulce níže zde žijí i další skupiny s podílem menším než 0,06 %. V oblasti bylo zaznamenáno 127 odlišných etnických skupin, přičemž se 219 obyvatel identifikovalo jako etničtí Japonci.
Původními etniky Sachalinské oblasti jsou Nivchové (na Sachalinu) a Ainuové, kteří však nedávno přestali mluvit svým původním jazykem. Data pro populaci Ainuů nejsou dostupná; Ainuové mohou být jednak zahrnuti v kategorii Ostatní, nebo je možné, že se přihlásili k japonské národnosti.
| Sčítání    | 1959    | 1970    | 1979    | 1989    | 2002    | 2010    |
| ---------- | ------- | ------- | ------- | ------- | ------- | ------- |
| Rusové     | 504 665 | 495 180 | 540 570 | 579 887 | 460 778 | 409 786 |
| Rusové     | 77,7 %  | 80,4 %  | 81,7 %  | 81,6 %  | 84,3 %  | 86,5 %  |
| Korejci    | 42 337  | 35 396  | 34 978  | 35 191  | 29 592  | 24 993  |
| Korejci    | 6,5 %   | 5,7 %   | 5,3 %   | 5,0 %   | 5,4 %   | 5,3 %   |
| Ukrajinci  | 48 073  | 38 611  | 40 600  | 46 216  | 21 831  | 12 136  |
| Ukrajinci  | 7,4 %   | 6,3 %   | 6,1 %   | 6,5 %   | 4,0 %   | 2,6 %   |
| Tataři     | 11 679  | 11 153  | 11 030  | 10 699  | 6 830   | 4 880   |
| Tataři     | 1,8 %   | 1,8 %   | 1,7 %   | 1,5 %   | 1,3 %   | 1,0 %   |
| Bělorusové | 13 762  | 11 424  | 10 957  | 11 423  | 5 455   | 2 994   |
| Bělorusové | 2,1 %   | 1,9 %   | 1,7 %   | 1,6 %   | 1,0 %   | 0,6 %   |
| Mordvinci  | 10 826  | 7 941   | 6 710   | 5 641   | 2 943   | -       |
| Mordvinci  | 1,7 %   | 1,3 %   | 1,0 %   | 0,5 %   | 0,5 %   | -       |
| Nivchové   | 1 798   | 2 118   | 2 053   | 2 008   | 2 450   | 2 290   |
| Nivchové   | 0,3 %   | 0,3 %   | 0,3 %   | 0,3 %   | 0,4 %   | 0,5 %   |
| Ostatní    | 16 265  | 13 829  | 14 880  | 19 177  | 16 816  | 16 859  |
| Ostatní    | 2,5 %   | 2,2 %   | 2,2 %   | 2,7 %   | 3,1 %   | 3,5 %   |

## Sídla
Tabulka níže uvádí největší sídla v Sachalinské oblasti (bez aglomerace) podle sčítání v roce 2010 a vzestup nebo pokles v porovnání s předchozím sčítáním.
| Sídlo            | Počet obyvatel |
| ---------------- | -------------- |
| Južno-Sachalinsk | 181 727▲       |
| Korsakov         | 33 518▼        |
| Cholmsk          | 30 936▼        |
| Ocha             | 23 007▼        |
| Poronajsk        | 16 099▼        |